# Белые ночи (велопробег)
Белые ночи — ежегодный ночной велопробег, проходящий в Санкт-Петербурге. Традиционно начинается возле Медного всадника, проходит с 1960-х годов.
Начало традиции было положено в 1960-е годы членами велосекции Ленинградского турклуба. Велосипедисты собирались в ночь субботы, ближайшей к самой длинной ночи в году у Медного всадника и до утра ездили по городу, организуя краеведческую экскурсию. В постсоветское время организатором пробега стал выступать велоклуб «ВелоПитер». Место сбора участников не поменялось. Дальше колонна организованно двигалась по ночному городу, после чего отдельные группы отправлялись в различные точки, также проезжая по знаковым местам города и пригородов и встречая рассвет на берегах Финского залива, Ладожского озера, в Пулково и тому подобных местах. Общий пробег колонны согласовывался с ГИБДД и проходил с машиной сопровождения.

Фотографии последнего общего велопробега - 2015 год
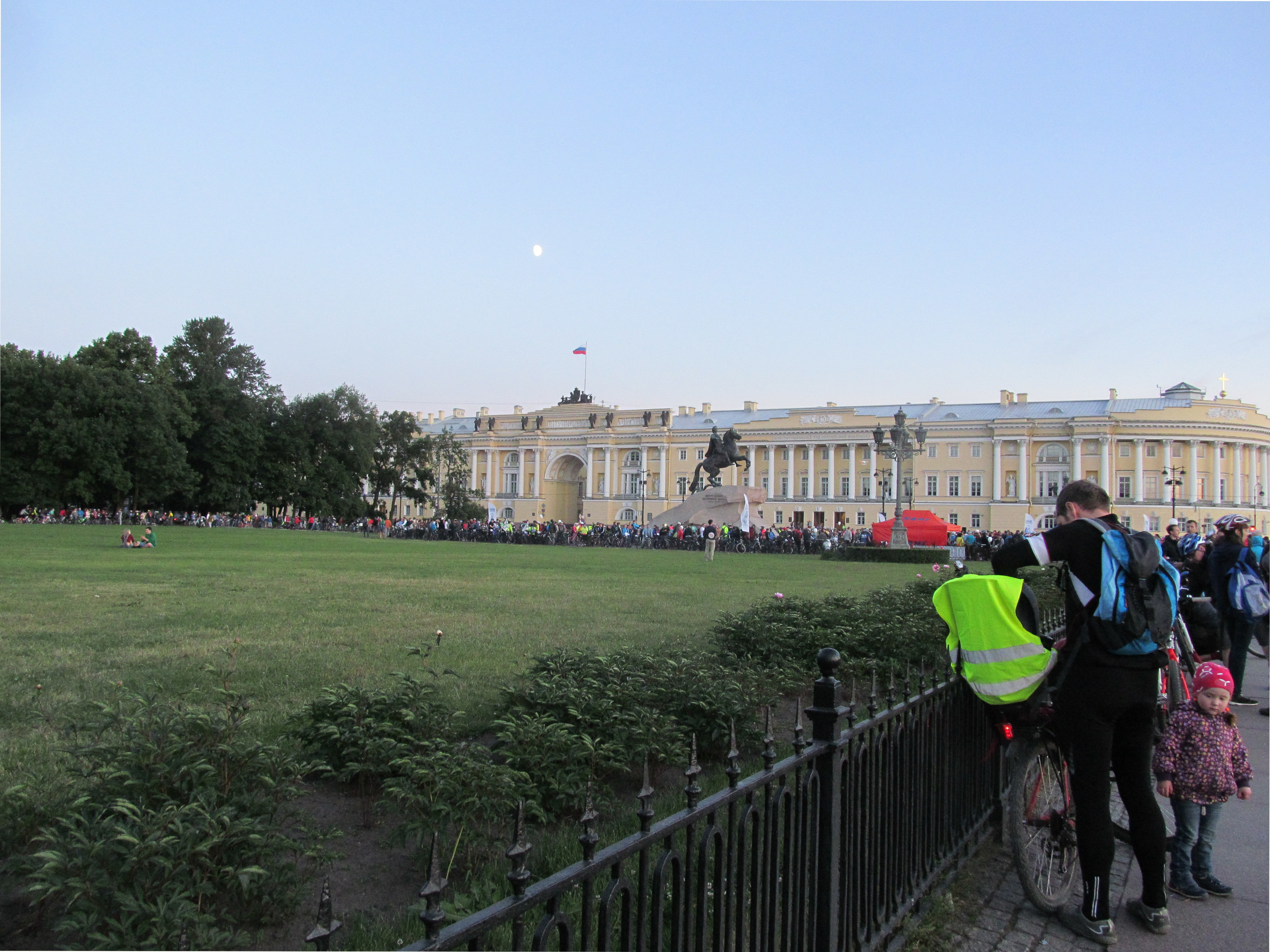
Сбор клуба «ВелоПитер» перед стартом колонны
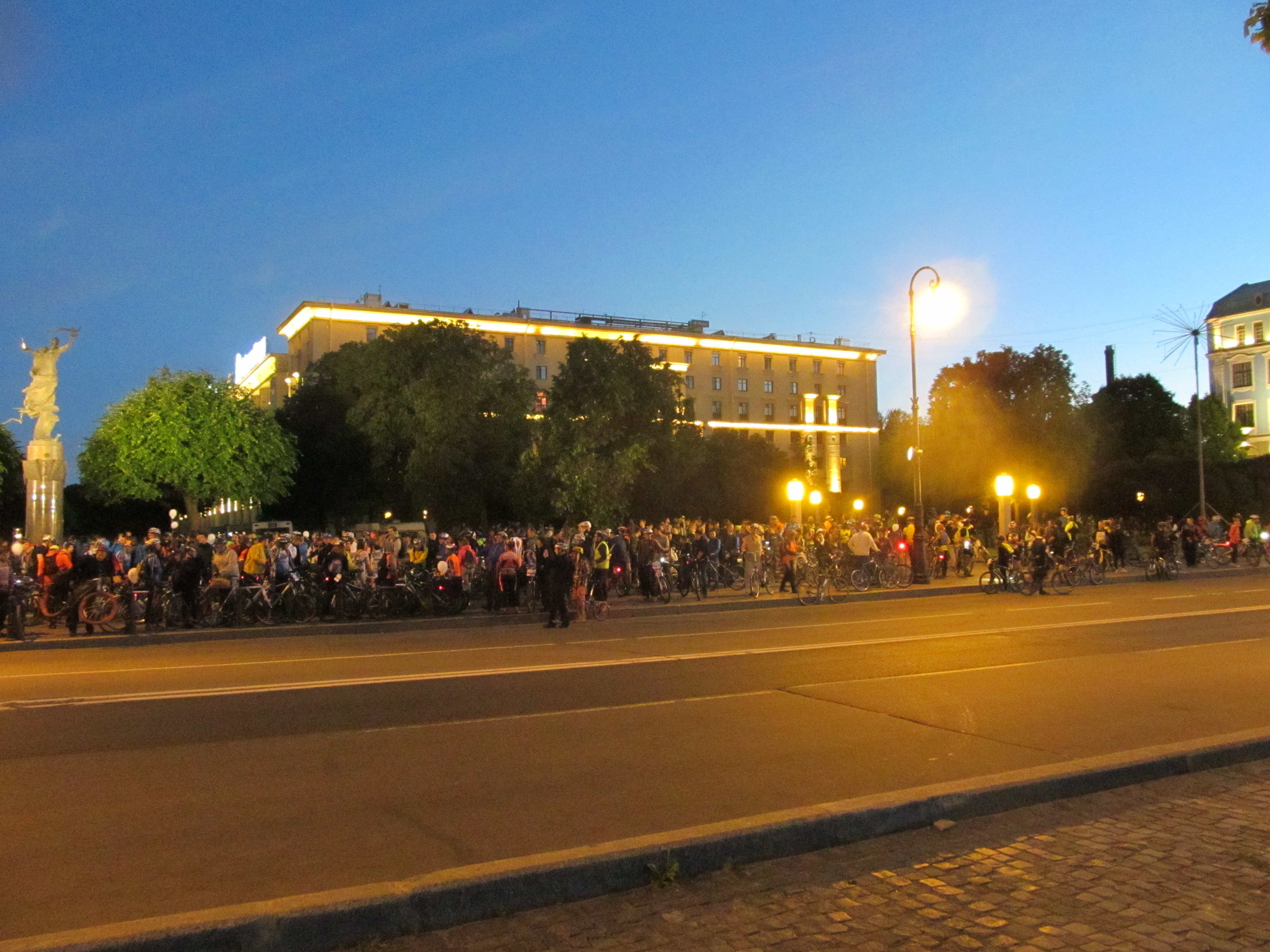
Финиш общего пробега

Формат велопарада в первой части мероприятия сохранялся по 2015 год включительно, после чего общий велопробег по городу был запрещен. 51-й официальный велопарад 2016 года был разогнан ДПС. Несмотря на то, что ранее мероприятие было согласовано с городскими властями, велопробег был запрещён за 15 минут до официального начала под предлогом того, что он помешает проходившему в это время в Санкт-Петербурге ПМЭФ.
Начиная с 2016 года «Белые ночи» продолжились как ряд велоэкскурсий с общим сбором в той же точке.

Фотографии пробега 2017 года
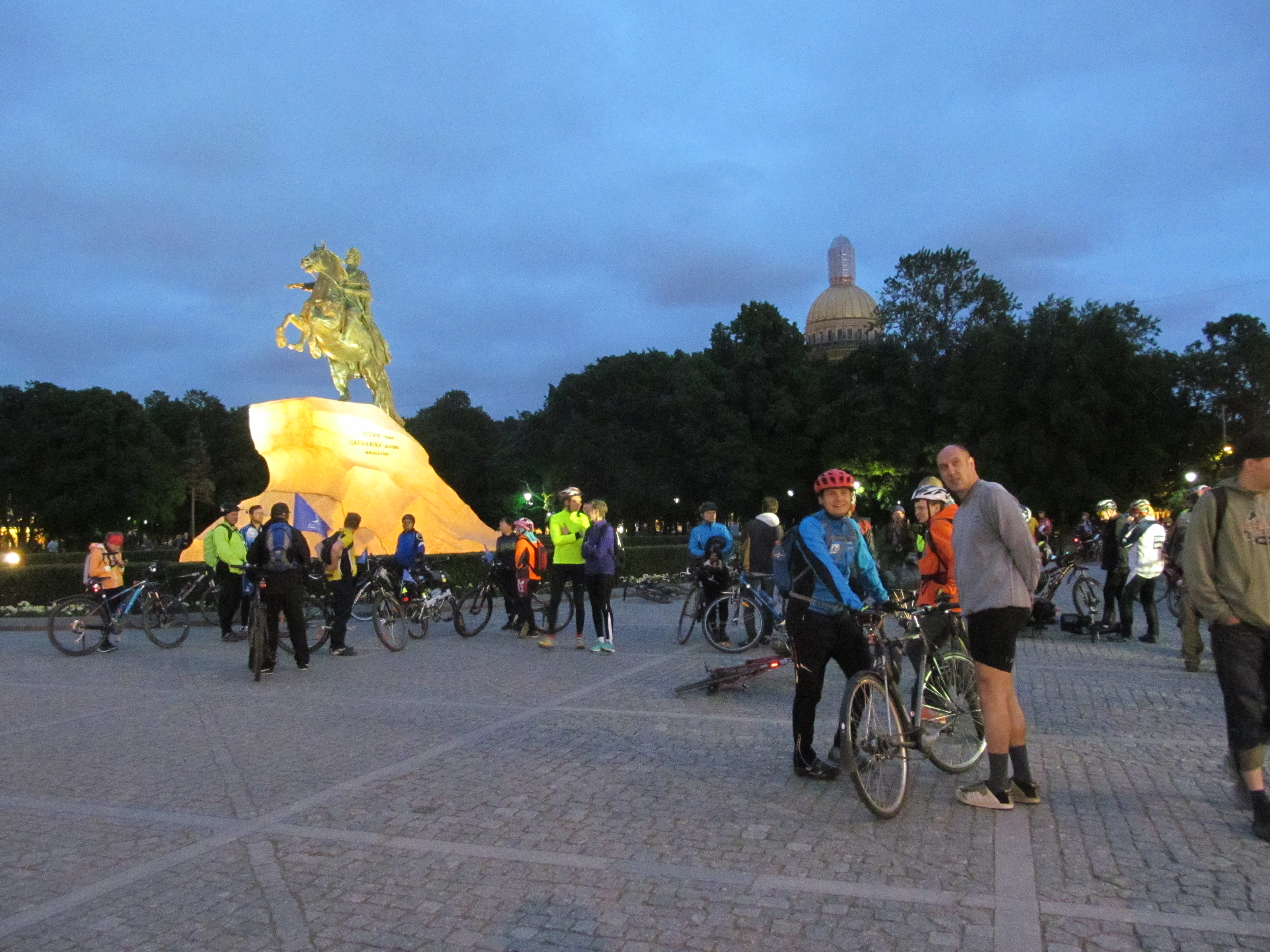
Сбор перед стартом отдельных групп
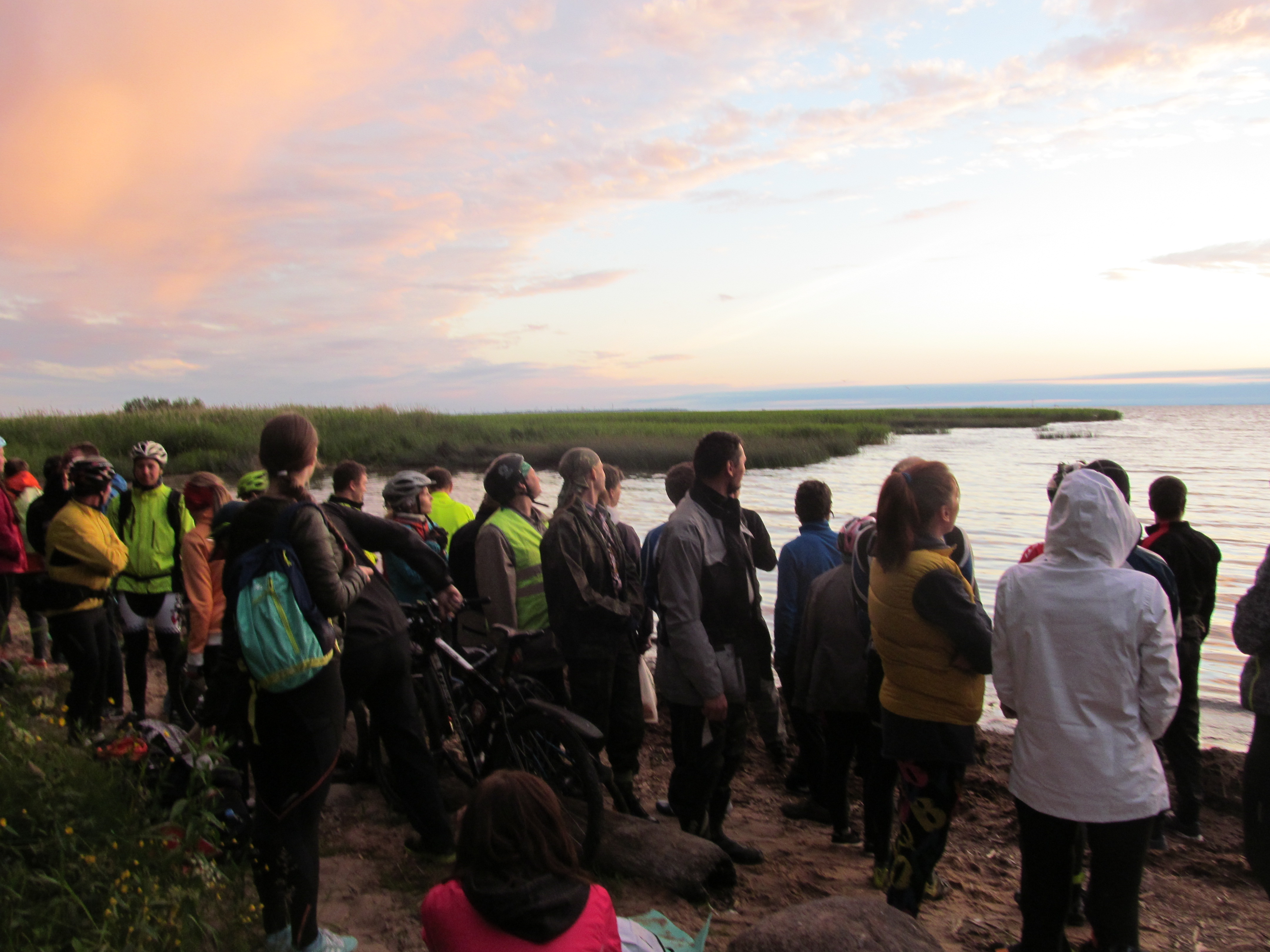
Встреча восхода солнца у дачи Бенуа